# Oscar Rosas
Oscar Rosas Ribeiro de Almeida (Desterro, 12 de fevereiro de 1864 — Rio de Janeiro, 27 de janeiro de 1925) foi um jornalista, político e poeta brasileiro.

## Biografia
Filho de João José da Rosa Ribeiro de Almeida e de Rosa Albino Machado. Deste matrimônio nasceram, o também poeta, Ernani Salomão Rosas Ribeiro d’Almeida e Berenice Rosas Ribeiro d’Almeida.
Estudou no Ateneu Província, instituição onde seu pai lecionava, e onde conheceu Cruz e Sousa.
No Rio de Janeiro, para onde se transferiu em 1880, ingressou no jornalismo, que foi sempre a sua profissão. Secretário do jornal "Novidades", por volta de 1890 levou o simbolismo para este jornal, publicando versos e colaborações dos novos de então.
Por volta de 1892, foi ao Chile estudar movimentos sociais que ocorriam no país andino.
Jornalista, político, participou das lutas pela Abolição e pela República, falecendo no Rio de Janeiro em 1925. Como grande parte dos simbolistas não reuniu em volume os seus versos.
Foi deputado à Assembleia Legislativa de Santa Catarina na 11ª legislatura (1922 — 1924).
É patrono de uma das 40 cadeiras da Academia Catarinense de Letras. Era um dos mais fiéis amigos e companheiros de Cruz e Sousa, seu conterrâneo.

## Obras
Este soneto, em domínio público, é exemplo da poética do autor:
"Visão"
Oscar Rosas
Tanto brilhava a luz da lua clara,
Que para ti me fui encaminhando.
Murmurava o arvoredo, gotejando
Água fresca da chuva que estancara.
Longe de prata semeava a seara...
O teu castelo, à lua crepitando,
Como um solar de vidros formidando,
Vi-o como ardentíssima coivara.
Cantigas de cigarra na devesa...
E, pela noite muda, parecia,
Cantar o coração da natureza.
Foi então que te vi, formosa imagem,
Surgir entre roseiras, fria, fria,
Como um clarão da lua na folhagem.
(Andrade Muricy - Panorama do Movimento Simbolista Brasileiro, Rio, 1952, vol. I, pág. 182).

## Representação na cultura
- Em São Paulo, cede seu nome à rua Oscar Rosas Ribeiro.